# Polur
Polur là một thị xã panchayat của quận Tiruvanamalai thuộc bang Tamil Nadu, Ấn Độ.

## Địa lý
Polur có vị trí 12°30′B 79°08′Đ / 12,5°B 79,13°Đ Nó có độ cao trung bình là 171 mét (561 feet).

## Nhân khẩu
Theo điều tra dân số năm 2001 của Ấn Độ, Polur có dân số 25.492 người. Phái nam chiếm 49% tổng số dân và phái nữ chiếm 51%. Polur có tỷ lệ 72% biết đọc biết viết, cao hơn tỷ lệ trung bình toàn quốc là 59,5%: tỷ lệ cho phái nam là 79%, và tỷ lệ cho phái nữ là 65%. Tại Polur, 11% dân số nhỏ hơn 6 tuổi.